# Cristo en la cruz, en un paisaje con jinetes (El Greco)
El tema de Cristo en la cruz, en un paisaje con jinetes debió ser frecuente en la producción del Greco, pero actualmente se conservan pocas obras atribuibles íntegramente al maestro. Algunas muestran un correcto paisaje en la parte inferior, pero son varios los críticos que ven la intervención del taller.en la figura de Cristo. Unas versiones importantes son las conservadas en el Museo Soumaya de México, en el Museo J. Paul Getty, y la del Museo de Arte de Cleveland.

## Temática de las obras
Cabe diferenciar entre la temática de Cristo en la Cruz y la de la Crucifixión. Iconográficamente, en la iconografía Cristo en la Cruz solamente aparece la figura del Crucificado, que a veces está representado ante un paisaje, donde puede haber figuras pequeñas. En cambio, en una Crucifixión, la figura de Cristo crucificado, está acompañada de otras figuras de tamaño grande, que también pueden estar delante de un paisaje, donde puede haber otras figuras de tamaño pequeño.

## Análisis de las obras
Cristo aparece aún vivo, dirigiendo su mirada hacia el Cielo. Su cuerpo desprende luz, y adopta una forma serpentinata, propia del manierismo. No muestra signos de dolor, excepto unas pequeñas gotas de sangre en partes de su cuerpo. La cruz es de gran altura, lo que permite al pintor disponer de una línea de horizonte muy baja, y de un amplio celaje. Al pie de la cruz hay calaveras y varios huesos. Detrás, el paisaje describe suaves colinas, formando una hondonada por la cual se aleja un grupo de jinetes, que tal vez sean los soldados que han asistido a la crucifixión. Al fondo, se ve un edificio que recuerda al Monasterio de El Escorial.

## Versión de Sevilla

### Datos técnicos y registrales
- Sevilla, colección privada;
- Pintura al óleo sobre lienzo;
- 178 x 104 cm;
- ca.1585-90;
- Catalogado por Wethey con el n.º 66, y por Tiziana Frati con la referencia 61-b.

### Comentario sobre la obra
Según Wethey, se trata de la versión autógrafa más antigua, y muy probablemente está basada en el magnífico Cristo crucificado con dos donantes. El fondo y las nubes deben ser obra del taller.

### Procedencia
- Condesa de Aguilar.[4]

## Versión del Museo de Arte de Cleveland

### Datos técnicos y registrales
- Museo de Arte de Cleveland, Gift of the Hanna Fund 1952.222;[5]
- Pintura al óleo sobre lienzo;
- Dimensiones: 193 x 116 cm;
- Datación: ca. 1605-1610, según Wethey (ca. 1600-1610, según el museo);
- Catálogado por Wethey con el n.º 68, y por Tiziana Frati con la referencia 61-c.

### Comentario sobre la obra
Inscripción en un titulus, en la parte superior de la cruz, en hebreo, griego y latín: "Jesús de Nazaret, rey de los judíos". Según Wethey, es el mejor ejemplo —amplio y vigoroso— de esta tipología que ha llegado hasta nuestros días. Las nubes han sido retocadas y muestran unos centelleos exagerados.En un principio, se creyó que el lienzo había sido recortado en la parte inferior, perdiéndose los jinetes, los cráneos, los huesos y buena parte de la arquitectura, pero actualmente se cree que ya originariamente el paisaje se pintó reducido a una arboleda.

### Procedencia
- Salesas nuevas; Madrid;
- Thomas Harris; Londres;
- Rudolf Heinemann, New York;
- (M. Knoedler & Co., Inc., New York, NY, vendido al Cleveland Museum of Art, en 1952.

## Versión del Museo Soumaya

### Datos técnicos y registrales
- Ciudad de México, Museo Soumaya;[8]
- Pintura al óleo sobre lienzo;
- Dimensiones: 94,8 x 61,5 cm;
- Datación: 1610-14 ca;
- Firma maltrecha en el pie de la cruz. La primera letra de la última palabra es casi ilegible: δομήνικος θεοτοκóπουλος ε'ποíει;
- Catalogado por Wethey con la referencia X-50, y por Tiziana Frati con la referencia 61.e.[9]

### Comentario sobre la obra
Según Wethey es obra del taller del Greco. El cuadro tiene un fondo negruzco, con nubes blancas sobrepuestas. En el paisaje verdoso hay unas pocas figuras a la derecha, siendo una de ellas un jinete con un estandarte rosado.

## Versión de Filadelfia

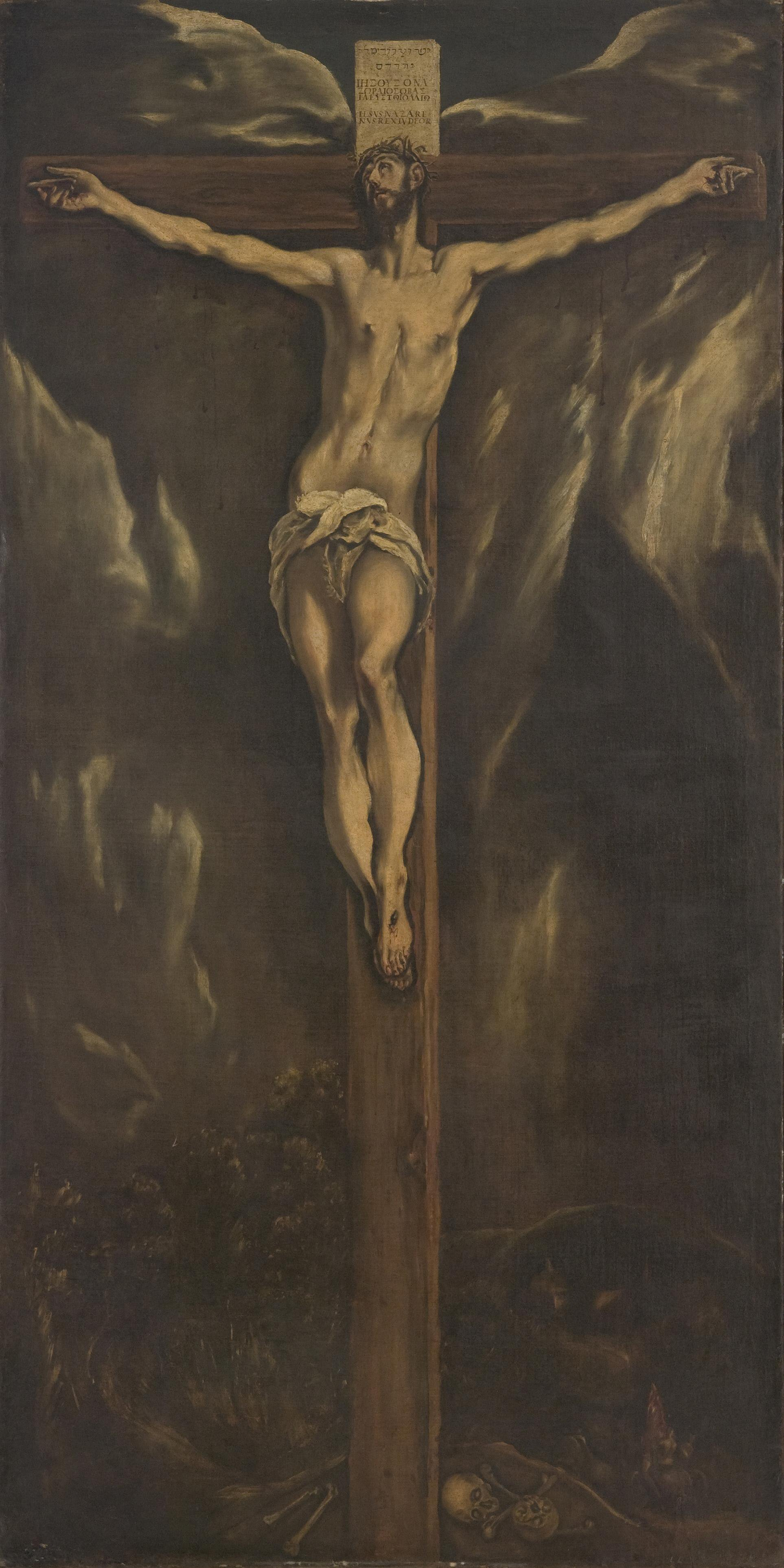
Versión de Filadelfia

### Datos técnicos y registrales
- Museo de Arte de Filadelfia, Accession number: W1900-1-17;[10]
- Pintura al óleo sobre lienzo;
- Dimensiones: 208 x 102 cm, según Wethey (206.4 × 103.5 cm, según el museo);
- Datación: ca.1605-10, según Wethey (ca.1600-1610, según el museo);
- Catalogado por Wethey con la referencia 69, y por Tiziana Frati con la referencia 61.d.

### Comentario sobre la obra
Los árboles de la parte izquierda han aumentado de tamaño, y los cráneos aparecen en el lado derecho de la cruz. El número de jinetes y de personajes ha disminuido, y la arquitectura se ha simplificado, limitada al lado derecho.

## Versión del Museo Paul Getty

### Datos técnicos y registrales
- Los Ángeles (o Malibú), Museo J. Paul Getty;
- Óleo sobre lienzo;
- Dimensiones: 82,6 x 51,8 cm.;
- Datación: 1600-10 ca.[12]

## Versión de Zumaya (antiguamente)

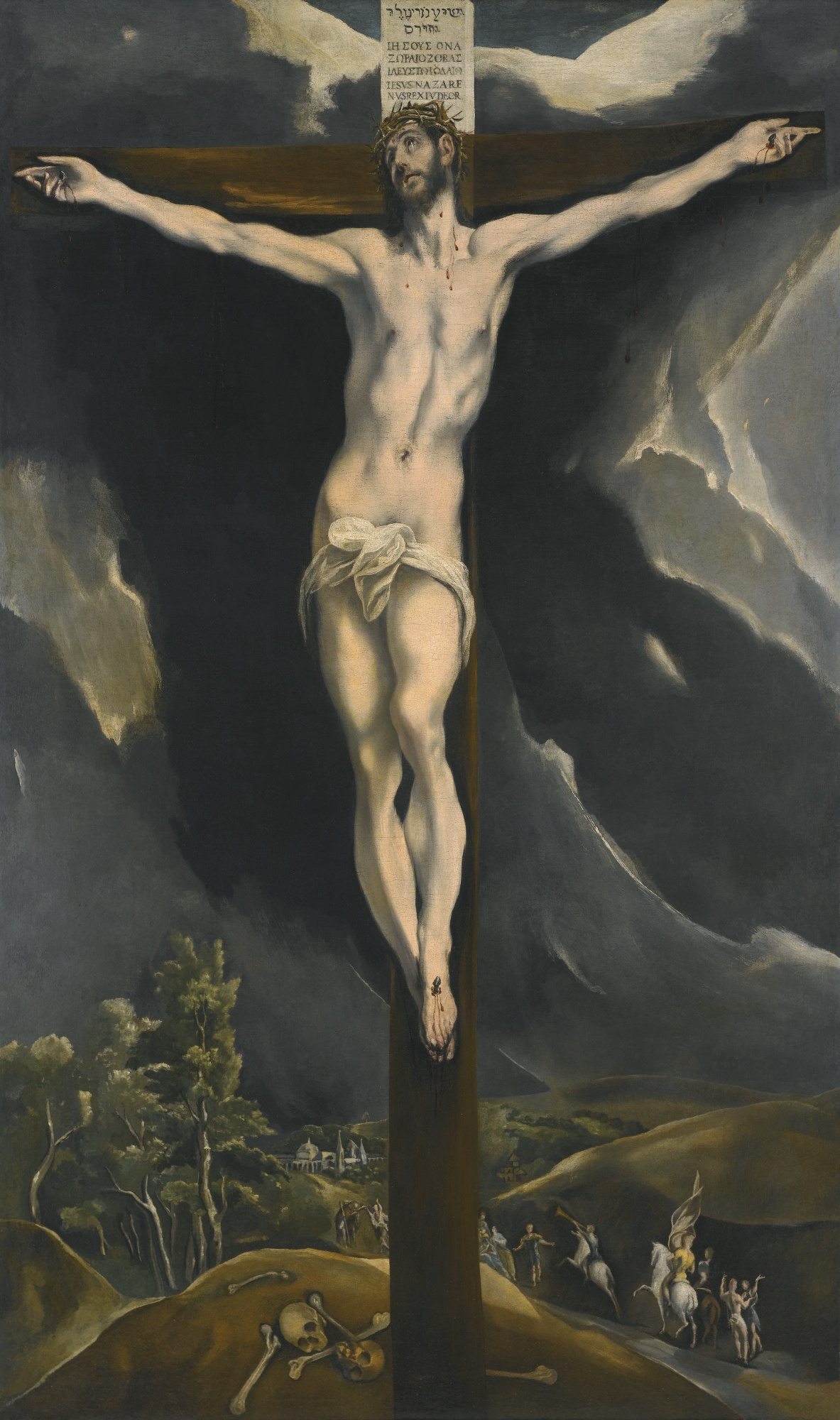
Versión del Museo Zuloaga, antiguamente

### Datos técnicos y registrales
- Zumaya; Espacio cultural Ignacio Zuloaga;
- Óleo sobre lienzo;
- Dimensiones: 177 x 105 cm;
- Datación: 1585-90 cm;
- Catalogado por Wethey con la referencia 67, y por Tiziana Frati con la referencia 61.a.

### Comentario sobre la obra
Esta obra es elogiada por Camón Aznar y Pallucchini, quien la considera una interpretación "alucinada y metafísica" del Cristo crucificado de Tiziano en El Escorial. Según Wethey, es obra del Greco y de su taller. La figura de Cristo es de buena calidad, pero el fondo es oscuro y mediocre.

## Otras versiones
- París; Colección Privada;
- Óleo sobre lienzo;
- Dimensiones: 94,5 x 59,5 cm;
- Datación: ca. 1610-1615;
- La firma en la derecha de la cruz: δομήνικος θεοτοκóπουλος ε'ποíει, debe ser apócrifa, ya que el Greco siempre firmó al pie de la cruz;
- Catalogado por Wethey con la referencia 69-A.[16]

La calidad de esta obra es muy fina, especialmente en el paisaje.